# Веће пет комесара
Веће пет комесара (јап. 五奉行, Go-Bugyō, енгл. Five Commissioners) било је задужено за управљање Кјотом и околином током владе регента Тојотоми Хидејошија (1585-1598) и после његове смрти све до битке код Секигахаре (1600), у којој су се чланови већа отворено поделили и борили на супротним странама за превласт у Јапану.

## Историја
Тојотоми Хидејоши, други велики ујединитељ Јапана (после Оде Нобунаге), управљао је читавим Јапаном као регент од 1585. до своје смрти 1598. Већ 1585. Хидејоши је поставио веће пет комесара, који су били задужени за управљање престоницом и околином. То су били Ишида Мицунари, Машита Нагамори, Нагатсука Масаје, Маеда Гени Мунехиса и Асано Нагамаса.
Пред смрт, Хидејоши је формирао и веће пет регената, задужених за читав Јапан, којима су помагала тројица саветника (јап. 中老, chūro), који су посредовали између два већа. Сви чланови оба већа заклели су се пред Хидејошијем на верност младом Тојотоми Хидејорију, који је у време  очеве смрти имао само 5 година.
За само две године Јапан се распао грађанском рату између Хидејошијевих лојалиста, које је предводио Ишида Мицунари из већа пет комесара, и незадовољних великаша, предвођених Ијејасу Токугавом из већа пет регената, који је завршен битком код Секигахаре, октобра 1600, после које је успостављен шогунат Токугава, који ће управљати Јапаном све до 1868.